# Belcredi (Adelsgeschlecht)

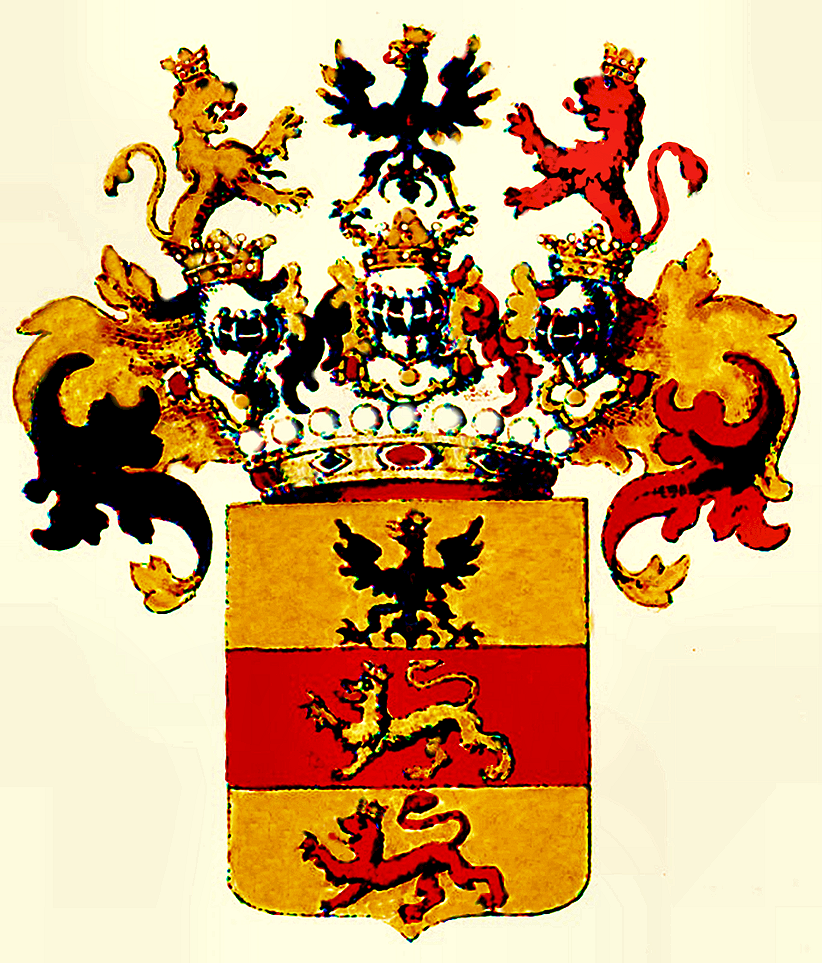
Wappen der Grafen von Belcredi nach Tyroff

Die Grafen von Belcredi waren ein altes, aus der Lombardei stammendes Adelsgeschlecht, das im 18. Jahrhundert in der Habsburgermonarchie, in Mähren, heimisch wurde.

## Geschichte
Die Belcredi sind ein ursprünglich italienisches Adelsgeschlecht, das zum lombardischen Patriziatsadel der Stadt Pavia zählt. Urkundlich erschien zuerst 1226 Simone de Belcredo in Pavia. Die sichere Stammreihe beginnt mit Riccardo Belcredi (1353). 

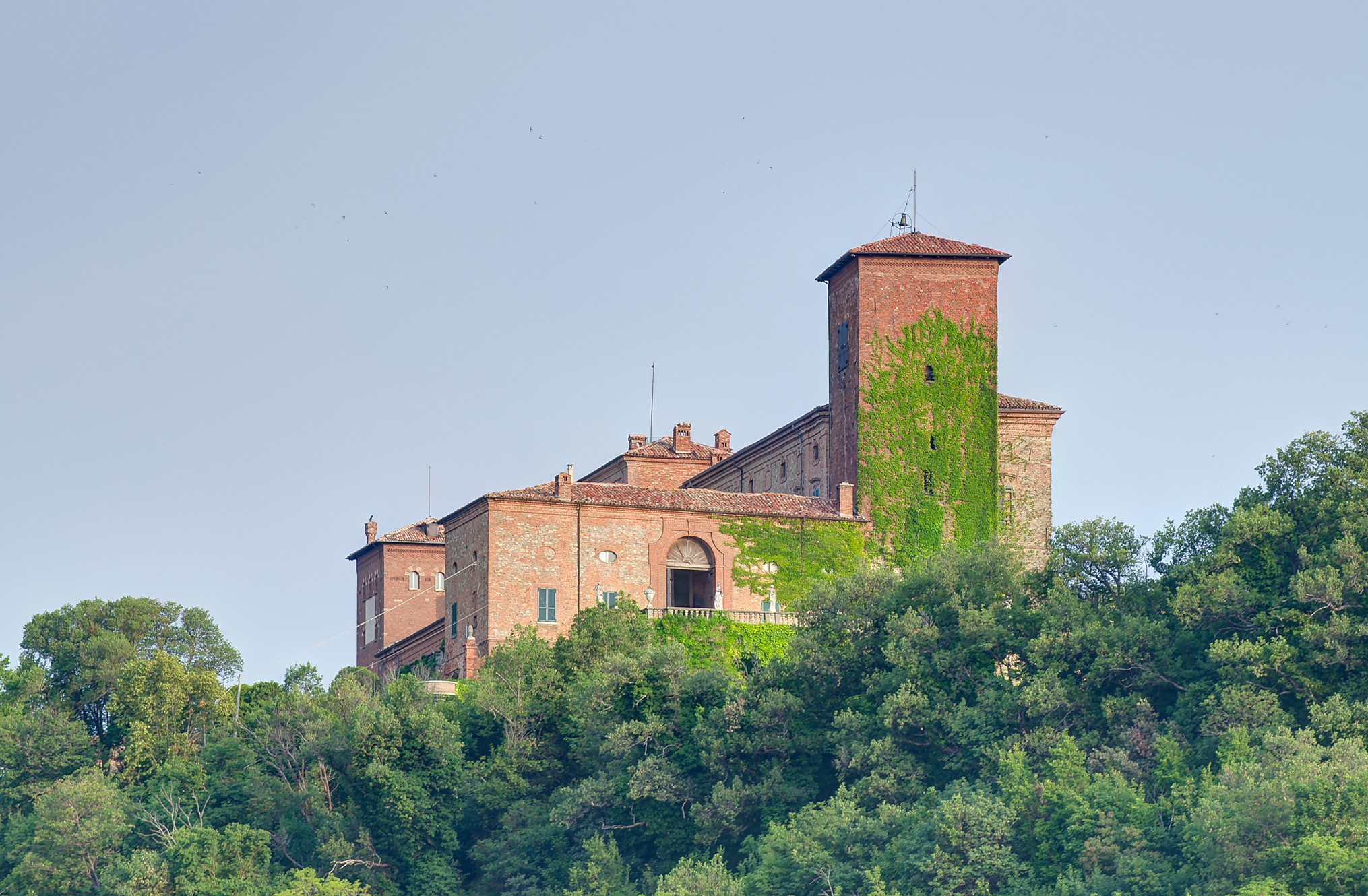
Burg Montalto Pavese

1470 erhielt Antonio, Edelmann am Hofe, von Galeazzo Maria Sforza, Herzog von Mailand, die Burg von Montalto zum Lehen. Der vollständige Familienname lautete dann Belcredo Montallto Pavese di Castelo.
In Pavia stellten Familienmitglieder bis zur Mitte des 16. Jahrhunderts Mitglieder der Regierung und bekleideten hohe Ehrenämter, wie ein in Pavia aufbewahrtes Dokument Kaiser Karls V. bezeugt.
Am 13. Mai 1667 wurde den Gebrüdern Giovanni Domenico und Giovanni Battista Belcredi, beides Ärzte, letzterer auch Professor für Medizin an der Universität Pavia, von Kaiser Leopold I. in Schloss Laxenburg bei Wien das römisch-kaiserliche Palatinat und die persönliche Ehrung Eques aureatus verliehen.
Am 15. Mai 1726 erfolgte in Wien die Verleihung der Lehen Robbio, Vinzaglio, Casalino und Pizinengo an Don Carlo de Belcredi zur Begründung des am 7. Juli 1721 verliehenen Marchese-Titels. Die Gattin des Marchese Pio de Belcredi, Maria Ernestina von Lestwitz, schenkte ihrem Mann zwei Söhne. Gasparo und Antonio. Gasparo erbte nach dem Erstgeborenengesetz den Familienbesitz, der Bruder ging leer aus.

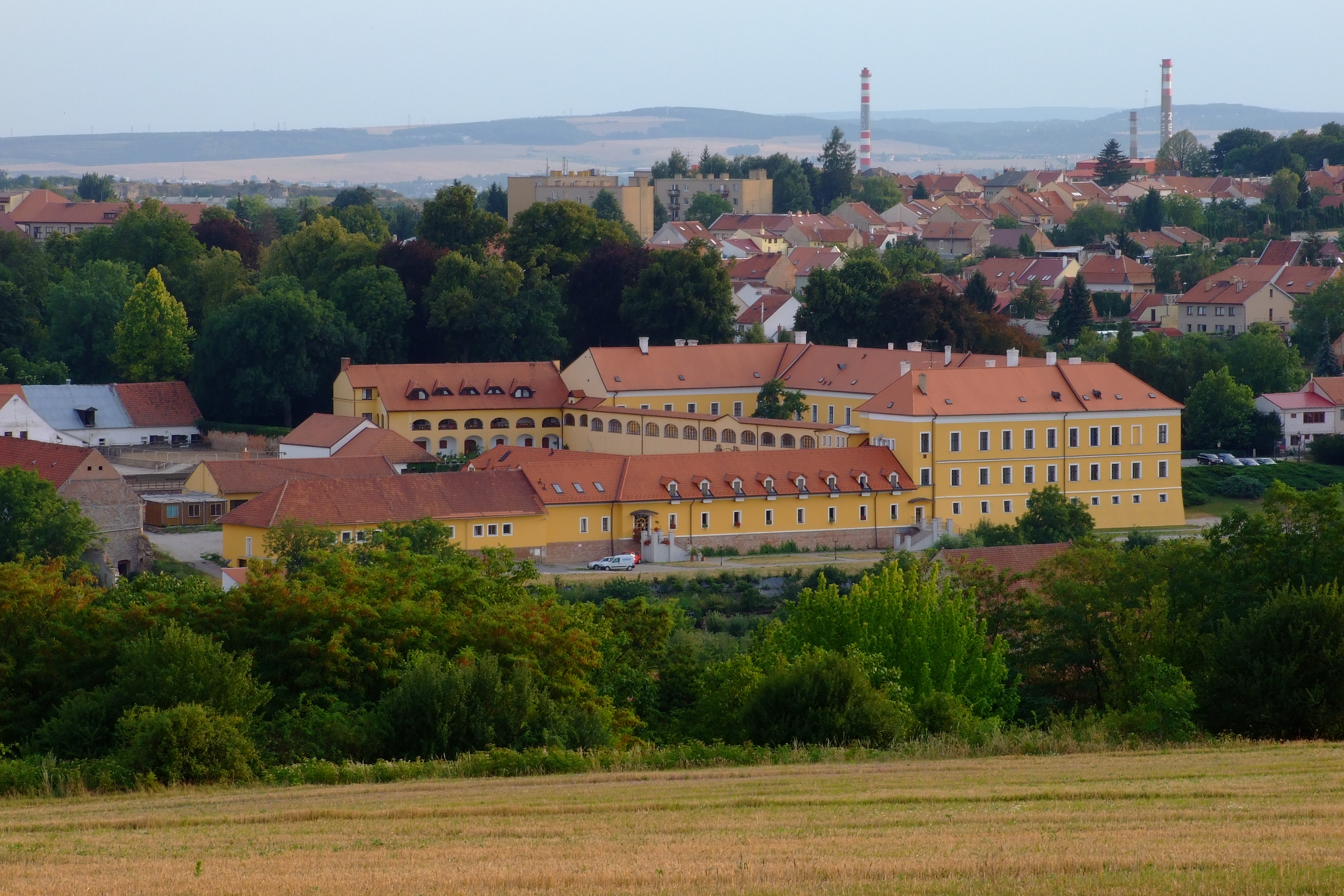
Schloss Líšeň (Lösch) bei Brünn

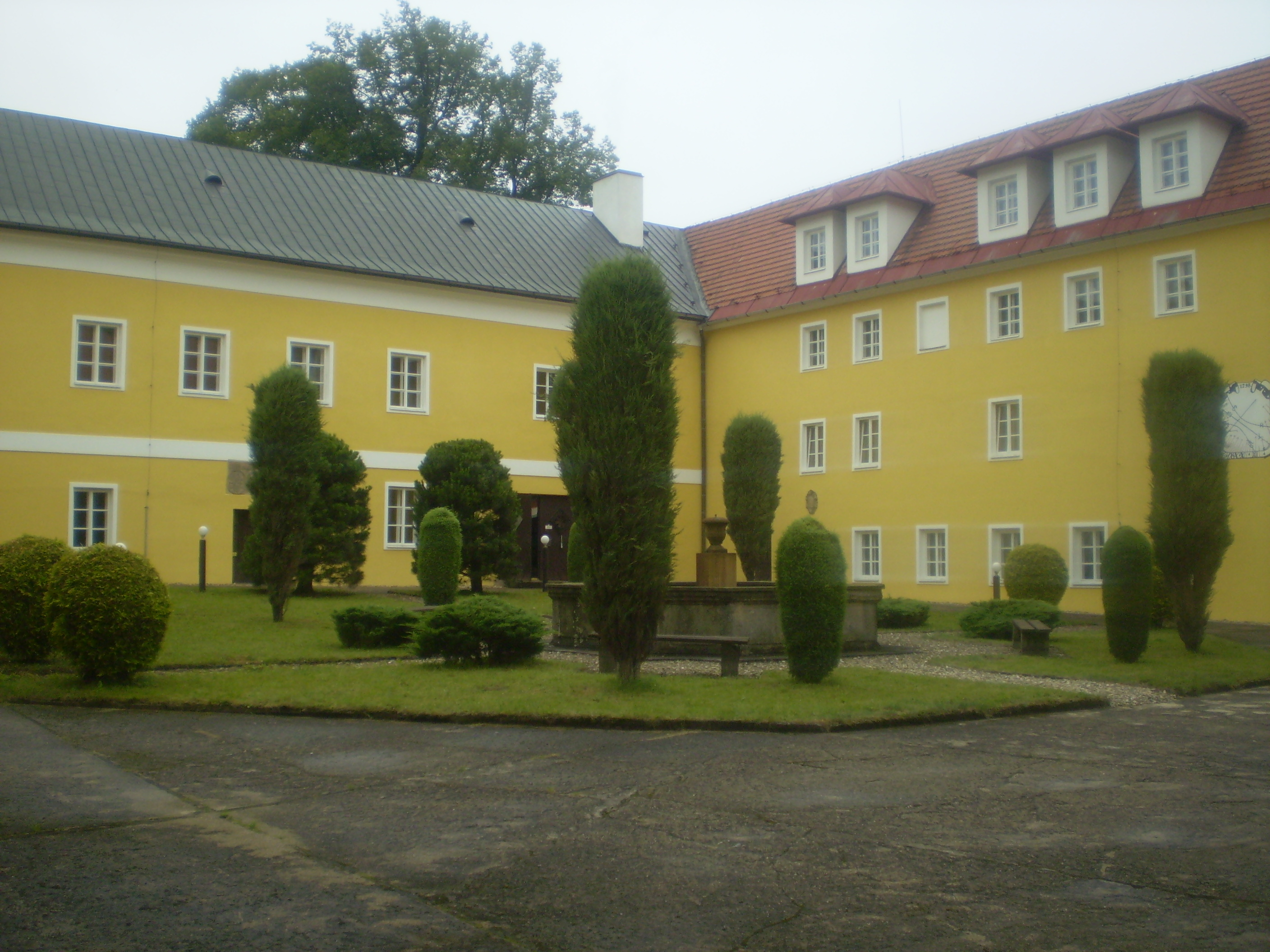
Schloss Jimramov (Ingrowitz)

Deshalb entschloss sich Antonio Mitte des 18. Jahrhunderts, nach Österreich-Ungarn auszuwandern, wo er sich vorerst in Böhmen ansiedelte. Am 27. Oktober 1769 erhielt der k.k. Oberstwachtmeister (Major) der Infanterie Anton Marchese de Belcredi, verheiratet mit Maria Theodora (Theodolinde) Freiin von Freyenfels, in Wien den erbländisch-böhmischen Grafenstand. Er erbte über seine Gattin das Schloss Lösch (Líšeň) (heute im Stadtgebiet von Brünn) in Mähren, das den Belcredis bis zur Konfiszierung 1945 gehörte und nach 1989 aufgrund der Restitutionsgesetze in Tschechien zurückgegeben wurde.
Die Belcredis erwarben weitere Güter in Mähren. 1778 verkaufte Marie Antonia von Waldorf die Herrschaft Ingrowitz an die Belcredi, die hier bis 1948 auf dem Schloss lebten, welches ihnen 1991 wieder übereignet wurde. Das ebenfalls zurückerstattete mährische Schloss Prödlitz (Brodek) stammt aus dem Erbe der Grafen Kálnoky von Kőröspatak.
Der Kämmerer und Offizier Eduard Graf Belcredi (* 16. Juli 1786; † 5. September 1838), Sohn Antons und verheiratet mit Maria Gräfin von Fünfkirchen (1790–1860), war Herr der Allodial-Herrschaften Ingrowitz, Lösch und des Gutes Bosenitz. Aus dieser Verbindung entsprossen fünf Kinder: Cölestine (1813–1901), Egbert (1816–1894), Almerie (1819–1914), verheiratet mit Hugo, Prinz von Thurn und Taxis, Edmund (1821–1896) und Richard (1823–1902). Die Schwester Eduards, Antonie, war mit Anton Graf Braida († 16. März 1825) verheiratet.
Im 19. Jahrhundert traten Richard Graf Belcredi (1823–1902), 1865–1867 Regierungschef Österreichs, später Präsident des k.k. Verwaltungsgerichtshofs, und sein älterer Bruder Egbert (1816–1894), Großgrundbesitzer und Abgeordneter, besonders hervor.

## Wappen

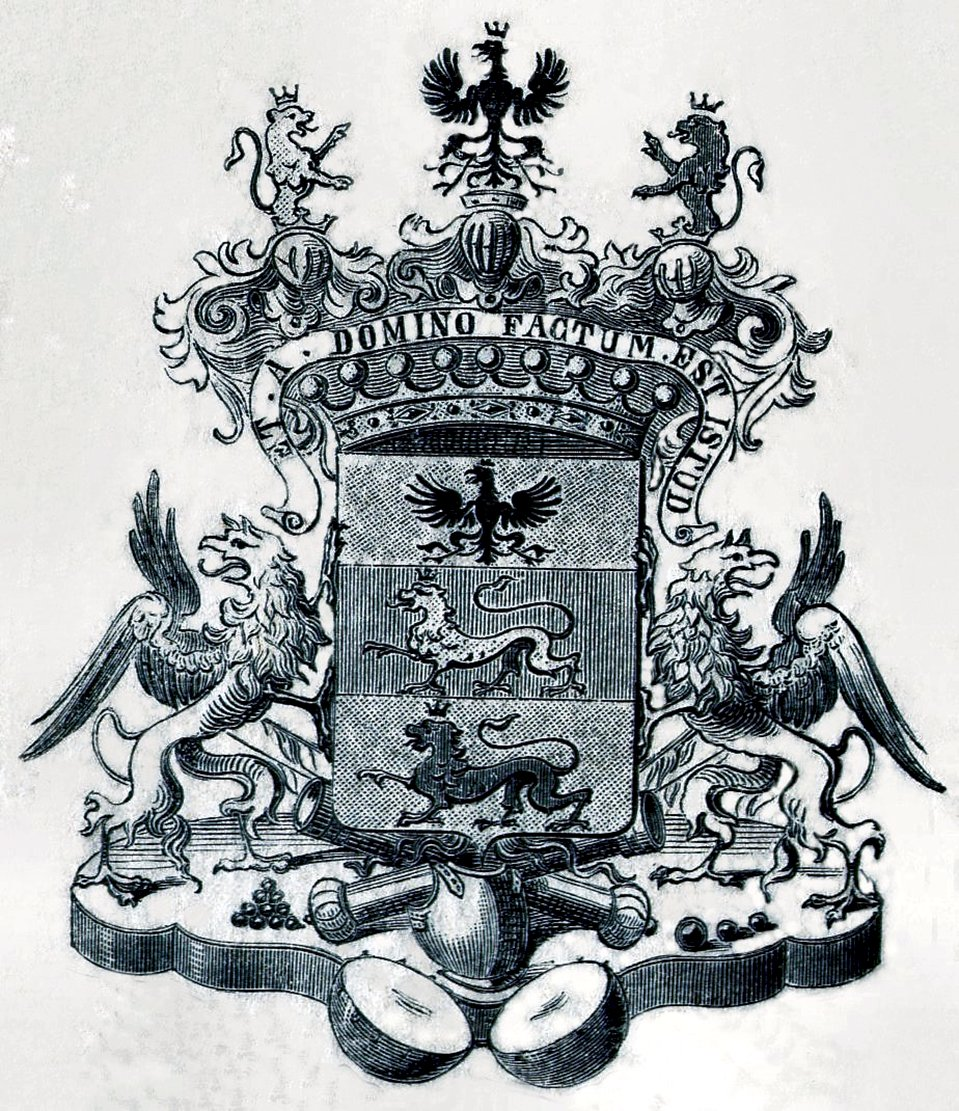
Wappen der Grafen von Belcredi mit Schildträgern

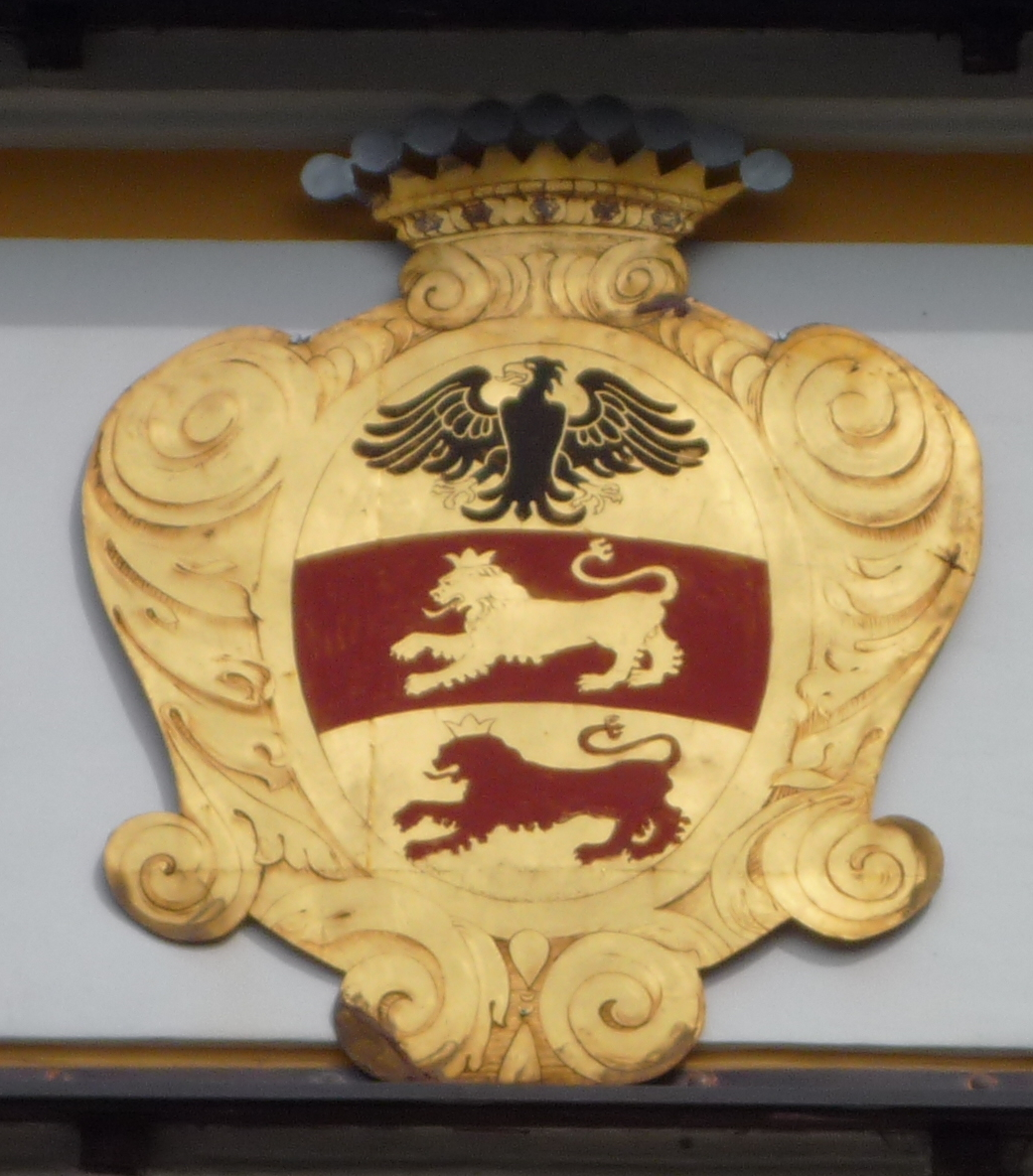
Belcredi-Wappen auf dem Schloss im ehemaligen Lösch bei Brünn

Schild von Gold, Rot und Gold quergeteilt; oben in Gold ein schwarzer, gekrönter und goldbewehrter Adler; in der Mitte in Rot ein goldener und unten in Gold ein roter, gekrönter nach der rechten Seite schreitender Löwe. Über der Grafenkrone stehen drei gekrönte Helme. Der rechte trägt wachsend und einwärtsgekehrt den goldenen Löwen der mittleren Abteilung des Schildes, der mittlere den Adler der oberen Abteilung und der linke wachsend den roten Löwen der unteren Abteilung des Schildes. Die Helmdecken sind rechts schwarz und golden, links rot und golden. Den Schild halten zwei einwärtssehende silberne Greife. – Häufig erscheint das Wappen ohne die Schildhalter.

## Persönlichkeiten (Österreich)
- Egbert Graf Belcredi (1816–1894), mährischer Großgrundbesitzer und Politiker, tschechischer Patriot (älterer Bruder des Richard)
- Richard Graf Belcredi (1823–1902), österreichischer Beamter und Politiker, Statthalter von Böhmen sowie Staatsminister und Ministerpräsident
- Carl Michael Belcredi (* 1939), österreichischer Journalist und Reporter (Urenkel des Richard)